# Upchurch
Upchurch is een civil parish in het bestuurlijke gebied Swale, in het Engelse graafschap Kent.

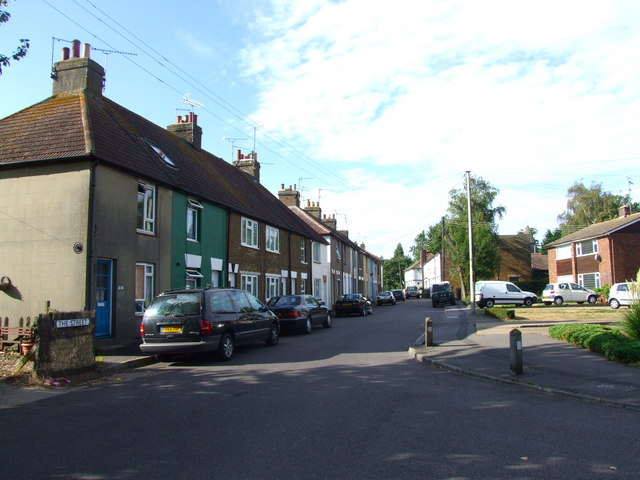